# Maria Pourchet
Maria Pourchet (* 5. března 1980 Épinal) je francouzská spisovatelka, scenáristka a socioložka. Je držitelkou doktorátu v oboru informačních a komunikačních věd.

## Život a dílo
Během studia sociologie pracovala v Républicain Lorrain, po vystudování se přestěhovala do Paříže, kde vedla kurzy sociologie kultury. Od roku 2006 pracovala jako konzultantka zejména pro kulturní zařízení. V roce 2007 obhájila diplomovou práci Faces et envers des écrans de la littérature: archéologie d'un monde du discours (1953-2007) v Paul Verlaine-Metz (od roku 2012 Université de Lorraine). V letech 2008 až 2010 absolvovala doktorandské studium na Université Paris-Est Créteil (UPEC) v oboru sociologie médií. Kromě různých výzkumných a poradenských úkolů v kulturních zařízeních a společnostech vyučovala od roku 2006 do roku 2014 informační a komunikační vědy a sociologii na různých univerzitách, zejména na Université Paris Nanterre. Od roku 2012 spolupracovala s časopisem Décapage (Flammarion).
V roce 2012 vydala první román Avancer, za svůj druhý román Rome en un jour obdržela v roce 2013 Prix Erckmann-Chatrian. Za román Champion získala v roce 2015 Prix du publicTouquet Paris-Plages. Román Toutes les femmes sauf une jí vynesl cenu Prix Révélation de la SGD v roce 2018, podle knihy vznikla stejnojmenná divadelní hra. Prix Françoise-Sagan v roce 2019 získala za román Les Impatients. Do češtiny byl přeložen její šestý román Feu (Oheň), který byl v roce 2021 nominován do výběru na Goncourtovu cenu. Za tuto knihu získala v roce 2021 v Paříži Prix rive gauche.
Kromě románů je autorkou povídek, poezie, odborných prací. Ve spolupráci s Audrey Alvès vznikla například publikace Les Médiations de l’écrivain, les conditions de la création littéraire. Píše také pro kino a televizi. Spolupracovala na tvorbě různých televizních dramat a dokumentů. V roce 2009 napsala a podílela ses Bernardem Farouxem i na režii dokumentu Des écrivains sur un plateau: une histoire du livre à la télévision (1950-2008). Spolupracovala v roce 2020 s režisérem Philippem Lefebvrem na filmu Nouveau Départ.